# 214 a.C.
Il 214 a.C. (CCXIV a.C. in numeri romani) è un anno  del III secolo a.C.

## Eventi
- In Cina l'imperatore Ch'in Shi Huang ordina la costruzione della Grande muraglia cinese.
- Kōgen diviene imperatore del Giappone.

## Nati
- Carneade, filosofo greco antico († 129 a.C.)

## Morti
- Adranodoro, politico siceliota
- Geronimo di Siracusa, siceliota (n. 231 a.C.)
- Demetrio di Faro, politico illiro